# Buseno
Buseno (toponimo italiano; in tedesco Busen, desueto, ufficiale fino al 1943) è un comune svizzero di 91 abitanti del Canton Grigioni, nella regione Moesa.

## Geografia fisica
Buseno è situato in Val Calanca, sulla sponda destra del torrente Calancasca; dista 19 km da Bellinzona e 111 km da Coira. Il punto più elevato del comune si trova a quota 2 322 m s.l.m. sul Torrone Rosso, in corrispondenza del confine con Calanca e San Vittore.

## Storia
Il comune di Buseno è stato istituito nel 1851 per scorporo da quello di Calanca; nel 1899 ha inglobato la frazione Giova, fino ad allora parte del comune di San Vittore.

## Monumenti e luoghi d'interesse
- Chiesa dei Santi Pietro e Antonio Abate, eretta nel 1438 e ampliata nel 1776[2][3];
- Cappella di San Carlo Borromeo in località San Carlo, eretta nel 1630[3];
- Chiesa di Nostra Signora di Fatima in località Giova, eretta nel 1984-1988[2][3].

## Società

### Evoluzione demografica
L'evoluzione demografica è riportata nella seguente tabella:
Abitanti censiti

## Infrastrutture e trasporti
L'uscita autostradale più vicina è Roveredo, sulla A13/E43 (7 km), mentre la stazione ferroviaria di Grono, in disuso, dista 6,5 km.